# ひとりぼっち (アニメ)
『ひとりぼっち』は、1969年3月18日公開の『東映まんがまつり』で上映された、東映動画製作の短編アニメ。25分。カラー。

## 概要
トヨタ自動車が企画し、東映動画が日本産業映画センターと協力して製作した短編作品。交通規則を守らない故に常に孤独のリスの少年・ケンが、リスの少女・ジュンと知り合った事で、交通道徳を守ろうとする少年へ更生する事で、交通道徳を教えようとする。
なお本作は、後に16ミリ映画に再編集されたが、発売目録では『ひとりぼっちのケン』という題名になっていた（本編題名は『ひとりぼっち』のまま）。

## あらすじ
動物だけの国に住むリスの少年・ケンは、交通規則を守らないために皆から仲間はずれにされ、いつも一人ぼっちだった。そんなある日、ケンのペットである小鳥のピー太は、古い少女の人形を拾う。やがてその人形は「ジュン」というリスの少女に変身、ケンに「悪い子」と教えた事からケンと友達になる。だがジュンはケン以外には姿は見えない。更にケン自身も悪い事をすると、ジュンの姿が見えなくなってしまう。ケンはジュンと遊びたいために、交通規則を守る様になっていった……。

## 声の出演
- ケン：清水マリ
- ジュン：水垣洋子
- ケンのパパ：石原良
- ケンのママ：増山江威子
- 先生：永井一郎
- 太陽：北川国彦
- その他：野田圭一、田の中勇、小串容子、山口奈々、坪井章子、佐藤遥子

## スタッフ
- 製作：日本産業映画センター、東映動画
- 企画：トヨタ自動車
- 脚本：柴田夏余
- 音楽：小林亜星
- 美術：伊藤信治
- 撮影：菅谷正昭
- 効果：大平紀義
- 録音：小西進
- 編集：花井正明
- 記録：高野ヒサ子
- 演出助手：小湊洋市
- 進行：佐藤哲雄
- 現像：東映化学工業株式会社
- 作画監督：月岡貞夫
- 演出：高見義雄

## 同時上映
| 作品名                                                   | 原作             | 製作会社                    | （声の）出演                                   | 備考       |
| -------------------------------------------------------- | ---------------- | --------------------------- | ---------------------------------------------- | ---------- |
| 長靴をはいた猫                                           | シャルル・ペロー | 東映動画                    | 石川進、藤田淑子、榊原ルミ、小池朝雄、愛川欽也 | 劇場用新作 |
| ひみつのアッコちゃん サーカス団がやってきた              | 赤塚不二夫       | 東映動画                    | 太田淑子、白川澄子、大竹宏、千々松幸子         |            |
| 怪物くん 砂魔人をやっつけろの巻 怪物くんとハニワ怪神の神 | 藤子不二雄Ⓐ      | 東京ムービー スタジオ・ゼロ | 白石冬美、大竹宏、今西正男、兼本新吾、淀川長治 |            |
| チャコとケンちゃん                                       | （なし）         | 国際放映                    | 四方晴美、宮脇康之、高田敏江、佐藤英夫         |            |

## 映像ソフト
長期に渡って映像ソフト化はされなかったが、2012年8月10日発売のDVD「復刻! 東映まんがまつり 1969年春」で、同時上映全作品と共に初ソフト化となった。